# آرمن هامبارتسومیان
آرمن هامبارتسومیان (ارمنی: Արմեն Համբարձումյան؛ بلغاری: Армен Амбарцумян؛ زادهٔ ۱۸ فوریهٔ ۱۹۷۸ در پلوودیو) یک بازیکن فوتبال بازنشسته در پست دروازه‌بان و مربی فوتبال کنونی اهل ارمنستان زاده بلغارستان است.

## باشگاهی
از باشگاه‌هایی که در آن بازی کرده‌است می‌توان به باشگاه فوتبال بوتو پلوودیو و انوسیس نئون پارالیمنی اشاره کرد.

## ملی
وی همچنین در تیم ملی فوتبال ارمنستان بازی کرده‌است. هامبارتسومیان نخستین بازی ملی خود را که یک دیدار دوستانه بود در تاریخ ۷ ژوئن ۲۰۰۲ در مقابل آندورا انجام داده‌است.

### آمارهای تیم ملی
| تیم ملی فوتبال ارمنستان | تیم ملی فوتبال ارمنستان | تیم ملی فوتبال ارمنستان |
| سال                     | حضورها                  | گل‌ها                    |
| ----------------------- | ----------------------- | ----------------------- |
| ۲۰۰۲                    | ۱                       | ۰                       |
| ۲۰۰۳                    | ۱                       | ۰                       |
| ۲۰۰۴                    | ۶                       | ۰                       |
| مجموع                   | ۸                       | ۰                       |